# Gertrude Stein
Gertrude Stein (Allegheny, Estados Unidos; 3 de febrero de 1874-Neuilly-sur-Seine, Francia; 27 de julio de 1946) fue una novelista, poeta, dramaturga y coleccionista de arte estadounidense. Stein se trasladó a París en 1903 e hizo de Francia su hogar durante el resto de su vida. Fue anfitriona de un salón parisino donde se reunían las principales figuras del modernismo en la literatura y el arte, como Pablo Picasso, Ernest Hemingway, F. Scott Fitzgerald, Sinclair Lewis, Ezra Pound, Sherwood Anderson y Henri Matisse.
En 1933, Stein publicó una cuasi memoria de sus años en París, La autobiografía de Alice B. Toklas, escrita con la voz de Alice B. Toklas, su compañera de vida. El libro se convirtió en un éxito de ventas literario y sacó a Stein de la relativa oscuridad de la escena de la literatura de culto al centro de atención de la atención generalizada. Dos citas de sus obras se han hecho ampliamente conocidas: "Rosa es una rosa es una rosa es una rosa", y "No hay allí", esta última a menudo se considera una referencia a la casa de su infancia en Oakland.
Entre sus libros destacan Q.E.D. (1903), sobre un romance lésbico en el que participan varias amigas de Stein; Fernhurst, una historia ficticia sobre un triángulo amoroso; Three Lives (1905-06); The Making of Americans (1902-1911) y Tender Buttons (1914).

## Trayectoria

### Primeros años
Stein, la menor de una familia de cinco hijos, nació el 3 de febrero de 1874 en Allegheny, Pensilvania (que se fusionó con Pittsburgh en 1907), de padres judíos de clase media alta, Daniel Stein y Amelia Stein, de soltera Keyser. Su padre era un rico hombre de negocios con propiedades inmobiliarias. En su casa se hablaba alemán e inglés. Los hermanos de Gertrudis fueron: Michael (1865), Simon (1868), Bertha (1870) y Leo (1872).

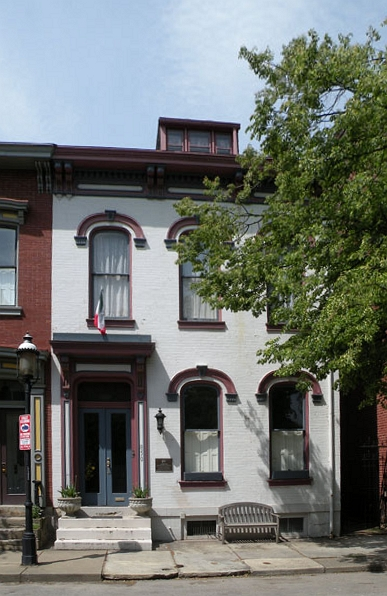
Lugar de nacimiento y niñez de Gertrude Stein en Allegheny West.

Cuando Stein tenía tres años, su familia se mudó a Viena y luego a París. Acompañados de institutrices y tutores, los Stein se esforzaron por imbuir a sus hijos de la sensibilidad culta de la historia y la vida europeas. Después de una estancia de un año en el extranjero, regresaron a Estados Unidos en 1878, estableciéndose en Oakland, California, donde su padre se convirtió en director de las líneas de tranvías de San Francisco, Market Street Railway. Stein asistió a la escuela de los sábados de la Primera Congregación Hebrea de Oakland. Durante su residencia en Oakland, vivieron durante cuatro años en un terreno de diez acres, y Stein forjó allí muchos recuerdos de California. A menudo iba de excursión con su hermano Leo, con quien desarrolló una estrecha relación. Stein encontró poco estimulante la educación formal en Oakland, pero a menudo leía a Shakespeare, Wordsworth, Scott, Burns, Smollett, Fielding y otros autores.

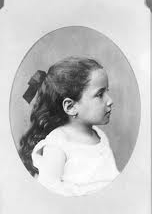
Gertrude Stein a los tres años.

Cuando Stein tenía 14 años, su madre murió. Tres años después también su padre. El hermano mayor de Stein, Michael Stein, de 26 años, se hizo cargo de las propiedades del negocio familiar, trasladó a sus cuatro hermanos a San Francisco, donde ahora era director de Market Street Cable Railway Company, y en 1892 organizó que Gertrude y otra hermana, Bertha, vivieran con la familia de su madre en Baltimore. Aquí vivió con su tío David Bachrach, quien en 1877 se había casado con la tía materna de Gertrude, Fanny Keyser.
En Baltimore, conoció a Claribel y Etta Cone, anfitrionas de tertulias sabatinas que Stein emularía más tarde en París. Las hermanas Cone compartían un gran aprecio por el arte y la conversación, además, idearon una división equitativa de labores domésticas que Stein replicaría en su relación con Alice B. Toklas.

### Educación

#### Radcliffe
Stein asistió al Radcliffe College, entonces un anexo de la Universidad de Harvard, de 1893 a 1897 y fue alumna del psicólogo William James. Con la supervisión de James, Stein y otro estudiante, León Méndez Solomons, realizaron experimentos de "automatismo motor normal" (normal motor automatism), una hipótesis acerca de un fenómeno que ocurre en personas cuya atención se divide entre dos actividades inteligentes simultáneas como la escritura y el habla.
Estos experimentos produjeron ejemplos de escritura que parecían representar una "corriente de conciencia", una teoría psicológica a menudo atribuida a James y el estilo de los autores modernistas como Virginia Woolf y James Joyce. En 1934, el psicólogo conductista BF Skinner interpretó el difícil poema Tender Buttons de Stein como un ejemplo de automatismo motor normal. En una carta que Stein escribió durante la década de 1930, explicaba que nunca aceptó la teoría de la escritura automática: "Puede haber movimientos automáticos, pero no escritura automática. Escribir para una persona normal es una actividad demasiado complicada para dedicarse a ella automáticamente". Publicó un artículo en una revista psicológica sobre "escritura automática espontánea" mientras estaba en Radcliffe, pero "el inconsciente y la intuición (incluso cuando el propio James escribió sobre ellos) nunca le preocuparon".
En Radcliffe, inició una amistad de por vida con Mabel Foote Weeks, cuya correspondencia rastrea gran parte de la progresión de la vida de Stein. En 1897, Stein pasó el verano en Woods Hole, Massachusetts, estudiando embriología en el Laboratorio de Biología Marina. Recibió su AB (Licenciatura en Artes) magna cum laude de Radcliffe en 1898.

#### Johns Hopkins
William James, que se había convertido en un mentor comprometido con Stein en Radcliffe, reconociendo su potencial intelectual y declarándola su "alumna más brillante", animó a Stein a matricularse en la Facultad de Medicina. Aunque Stein no profesaba ningún interés ni por la teoría ni por la práctica de la medicina, se matriculó en la Facultad de Medicina Johns Hopkins en 1897. En su cuarto año, Stein suspendió una asignatura importante, perdió el interés y abandonó los estudios. Al final, la facultad de medicina la había aburrido, y pasaba muchas de sus tardes sin aplicarse a los estudios, sino dando largos paseos y asistiendo a la ópera.
La estancia de Stein en la Universidad Johns Hopkins estuvo marcada por los retos y el estrés. Los hombres dominaban el campo de la medicina, y la incorporación de la mujer en la profesión no era aceptada por todos. En los textos referentes a este periodo de su vida (Things As They Are, 1903) Stein se revela como una mujer deprimida tratando con una cultura paternalista, luchando por encontrar su identidad y dándose cuenta de que no podía cumplir con el rol femenino convencional. Su apariencia física "uncorseted" (sin corsé) y su modo excéntrico de vestir despertaron críticas describiéndola como una mujer "grande y floja y con sandalias y sin importarle nada". Según Linda Wagner-Martin, la "postura controvertida de Stein sobre la medicina femenina causó problemas con el profesorado masculino" y contribuyó a su decisión de irse sin terminar su carrera.
En 1899 fue invitada a dar una conferencia a un grupo de mujeres de Baltimore, dando un polémico discurso titulado "El valor de la educación universitaria para las mujeres", diseñado, sin duda, para provocar a la audiencia de clase media. En la conferencia Stein afirmaba:

"La mujer de clase media promedio (mantenida por algún varón) no es considerada económicamente importante. Esta dependencia económica la llevó a convertirse en un objeto sexual... adaptándose al deseo anormal del varón, convirtiéndose en una criatura que debería haber sido primero un ser humano y luego una mujer, no en una que es mujer primero y siempre".

"Average middle class woman [supported by] some male relative, a husband or father or brother... [is] not worth her keep economically considered." [This economic dependence caused her to become] oversexed... adapting herself to the abnormal sex desire of the male... and becoming a creature that should have been first a human being and then a woman into one that is a woman first and always."

Mientras estudiaba en la Universidad Johns Hopkins se enamoró de Mary Bookstaver, que mantenía una relación con una estudiante de medicina, Mabel Haynes. Ser testigo de la relación entre las dos mujeres supuso para Stein su "despertar erótico". En 1902, se marchó a Londres con su hermano Leo Stein. Al año siguiente, ambos se trasladaron a París, donde Leo esperaba seguir una carrera artística.

### Colección de arte

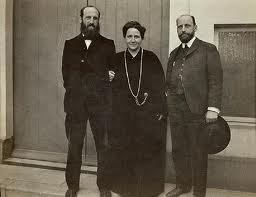
Leo, Gertrude y Michael Stein

Gertrude y Leo compartieron una casa en la Rive gauche de París (27 Rue de Fleurus) desde 1903 hasta 1914. Su residencia, situada cerca de los Jardines de Luxemburgo, era un edificio de dos pisos con un estudio adyacente. Fue ahí donde acumularon la colección de obras de arte que sería famosa por su clarividencia e importancia histórica.
La galería estaba amueblada con imponentes muebles renacentistas fabricados en Florencia. Las pinturas se alineaban a lo largo de las grandes paredes en hileras que llegaban hasta el techo. Al principio, las obras se iluminaban con luz de gas, pero poco antes de la Primera Guerra Mundial se hizo lo propio con luz eléctrica.
Leo Stein cultivó importantes contactos en el mundo del arte, lo que permitió que las posesiones de Stein crecieran con el tiempo. El historiador del arte y coleccionista Bernard Berenson hospedó a Gertrude y Leo en su casa de campo inglesa en 1902, presentándoles a Paul Cézanne y el marchante Ambroise Vollard. Vollard estaba muy involucrado en las obras de Cézanne, y fue el primer contacto importante en el mundo del arte de París tanto para Leo como para Gertrude.
La colección de Gertrude y Leo comenzó a finales de 1904 cuando Michael Stein anunció que su cuenta de fideicomiso había acumulado un saldo de 8.000 francos. Gastaron su dinero en la Galería Vollard, comprando Los girasoles de Gauguin y Tres tahitianos, Los Bañistas de Cézanne, y dos obras de Renoir.
La colección de arte aumentó y las paredes de la rue de Fleurus se reorganizaron continuamente para dar cabida a nuevas adquisiciones. En la primera mitad de 1905 los Stein adquirieron Portrait of Mme Cézanne de Cézanne y Perseus and Andromeda de Delacroix. Poco después de la apertura del Salón de Otoño de 1905 (18 de octubre de 1905), los Stein adquirieron Woman with a Hat de Matisse y Young Girl with Basket of Flowers de Picasso. En 1906, Picasso terminó el Retrato de Gertrude Stein, que permaneció en su colección hasta su muerte.
Henry McBride (crítico de arte en New York Sun) hizo mucho para la reputación de Stein en los Estados Unidos, dando a conocer sus adquisiciones y su importancia como figura cultural. De la colección de arte de la Rue de Fleurus, McBride comentó: "En proporción a su tamaño y calidad... es casi la más potente de cualquiera de las que haya oído hablar en la historia". McBride también hizo la observación: "Gertrude colecciona genios más que obras maestras. Los reconocía a distancia".
A principios de 1906, el estudio de Leo y Gertrude Stein contaba con numerosos cuadros de Henri Manguin, Pierre Bonnard, Pablo Picasso, Paul Cézanne, Pierre-Auguste Renoir, Honoré Daumier, Henri Matisse y Henri de Toulouse-Lautrec. Su colección fue clave para dos exposiciones de arte que tuvieron lugar durante su residencia juntos en París con las que contribuyeron, ya fuera prestando sus obras o patrocinando artistas destacados. El hermano mayor, Michael, y su cuñada Sarah (Sally) adquirieron un gran número de pinturas de Henri Matisse. Sus amigas de Baltimore, Claribel y Etta Cone, coleccionaron obras similares, donando, con el tiempo, sus obras al Museo de Arte de Baltimore.
Numerosos artistas visitaron el salón de Stein, sin embargo muchos de ellos no estaban representados en 27 Rue de Fleurus. Eran Renoir, Cézanne, Matisse y Picasso los dominantes en la colección de Leo y Gertrude; en la colección de Michael y Sarah Stein destacó Matisse.
En abril de 1914 Leo se mudó a Settignano y la colección de arte se dividió. La división de la colección fue descrita en una carta de Leo:

"Las manzanas de Cézanne tienen una importancia única para mí que nada puede reemplazar. Picasso no es importante en ningún sentido. Somos, como me parece, muy diferentes, por lo que no hay necesidad de quejas. Cézanne tuvo que ser dividido. Yo estoy dispuesto a dejar la obra de Picasso, ya que me dejaste el Renoir y tú puedes tener todo, menos eso. Quiero mantener los pocos dibujos que tengo. Esto no me encadena, es financieramente equitativo en estimaciones, me temo que tendrás que mirar a la pérdida de las manzanas como un acto de Dios. He estado ansioso por todas las cosas que cada uno debería tener en razón de todo lo que quería, así que me alegré de que Renoir fuera suficientemente indiferente para ti, de que estuvieras dispuesta a renunciar a ellos, así que estoy contento de que Pablo sea suficientemente indiferente para mí, así que estoy dispuesto a dejar que tengas todo lo que quieras de él".

"The Cézanne apples have a unique importance to me that nothing can replace. The Picasso landscape is not important in any such sense. We are, as it seems to me on the whole, both so well off now that we needn't repine. The Cézanne's had to be divided. I am willing to leave you the Picasso oeuvre, as you left me the Renoir, and you can have everything except that. I want to keep the few drawings that I have. This leaves no string for me, it is financially equable either way for estimates are only rough & ready methods, & I'm afraid you'll have to look upon the loss of the apples as an act of God. I have been anxious above all things that each should have in reason all that he wanted, and just as I was glad that Renoir was sufficiently indifferent to you so that you were ready to give them up, so I am glad that Pablo is sufficiently indifferent to me that I am willing to let you have all you want of it".

Leo se marchó con dieciséis Renoir y, tras ceder a su hermana los Picasso y la mayor parte de Matisse, sólo se llevó un retrato que Picasso había hecho de él. Sin embargo, mantuvo su devoción por Cézanne y dejó todas sus obras a su hermana, llevándose únicamente un cuadro de Cézanne. Gertrude no volvió a ver a Leo Stein hasta después de la Primera Guerra Mundial, y entonces sólo a través de un breve saludo en la calle en París. Después de este encuentro accidental, no volvieron a verse ni a hablarse. Las propiedades de los Stein se dispersaron finalmente por diversos métodos y varias razones.
Tras la separación de los hermanos en 1914, Stein siguió coleccionando obras de Picasso, que se había decantado por el cubismo, un estilo que Leo no apreciaba. A su muerte, la colección que le quedaba a Gertrude se centraba en las obras de Picasso y Juan Gris, ya que la mayoría de sus otros cuadros habían sido vendidos.
La personalidad de Gertrude Stein dominó la procedencia del legado de arte. Sin embargo, Leo era el tasador de arte astuto. Alfred Barr Jr., fundador del Museo de Arte Moderno de Nueva York, dijo que entre los años 1905 y 1907, "Leo fue, posiblemente, el más exigente conocedor y coleccionista de pintura del siglo XX en el mundo". Después de que se separaran sus caminos, fue Gertrude la que s econcentró en la obra de Juan Gris, André Masson y Sir Francis Rose. En 1932, Stein dijo: "pintar ahora, después de un gran periodo se ha convertido en un arte menor".
En 1945, en el prefacio de la primera exposición del pintor español Francisco Riba Rovira (que pintó un retrato de ella), Stein escribió:
"Le expliqué que para mí, toda la pintura moderna se basa en lo que casi realizó Cézanne, en lugar de en lo que estuvo a punto de hacer. Cuando él no pudo hacer una cosa, la secuestró y la dejó. Insistió en mostrar su incapacidad: extendió su falta de éxito, mostró lo que no podía hacer, se convirtió en una obsesión para él. Las personas influidas por él también estaban obsesionadas por las cosas que no podían alcanzar y comenzaron un sistema de simulación. Era natural hacerlo, incluso inevitable: pronto se convirtió en un arte, en la paz y en la guerra; Matisse ocultó e insistió al mismo tiempo en lo que Cézanne no pudo notar y en lo que Picasso ocultó, jugó y fue atormentado. El único que quería insistir en este problema, era Juan Gris. Persistió profundizando las cosas que Cézanne quería hacer, pero la tarea era demasiado dura para él: lo mató. Y ahora aquí estamos, encontré un pintor joven que no sigue la tendencia de jugar con lo que Cézanne no podía hacer, sino que ataca las cosas que intentó hacer, para crear los objetos que tienen que existir, para, y en sí mismos y no en relación".

### 27 rue de Fleurus: El Salón Stein

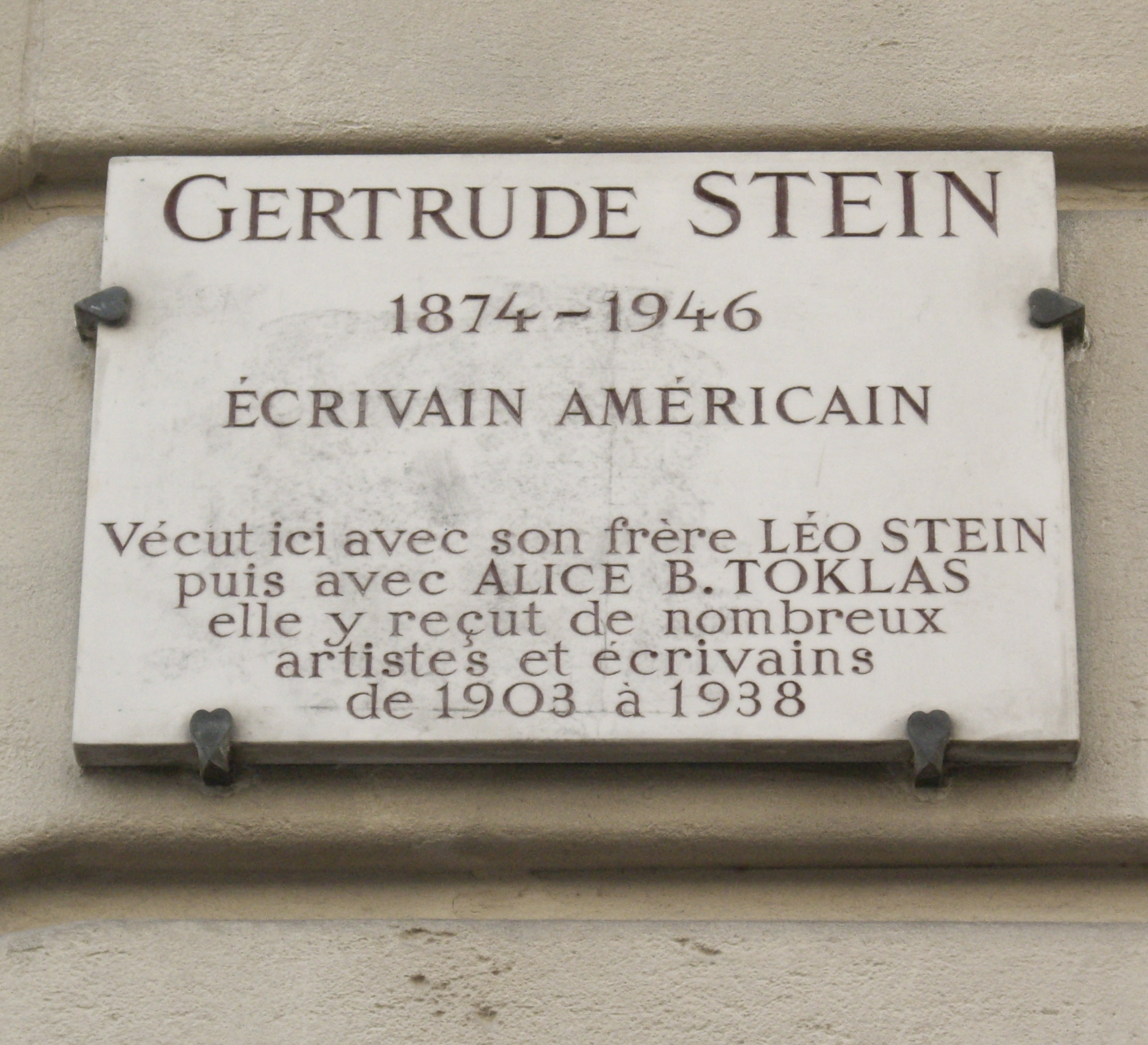
Placa de Gertrude Stein en 27 rue de Fleurus

La casa Stein "reunió confluencias de talento y pensamiento que ayudarían a definir el modernismo en la literatura y el arte". Asistentes frecuentes incluyen a Pablo Picasso, Ernest Hemingway, F. Scott Fitzgerald, Sinclair Lewis, Ezra Pound, Gavin Williamson, Thornton Wilder, Sherwood Anderson, Francis Cyril Rose, Carlos Cisneros Núñez de Carranza, René Crevel, Élisabeth de Gramont, Francis Picabia, Claribel Cone, Mildred Aldrich, Carl Van Vechten y Henri Matisse. Los sábados por la noche se establecieron como el momento de las reuniones formales, por lo que Stein podría trabajar en su escritura sin interrupciones. Fue Alice, pareja de Stein, quien se convirtió en la anfitriona de las esposas y novias de los artistas presentes, quienes se reunían en una habitación separada.
Tras ser padre, el habitual visitante Ernest Hemingway le pidió a Stein que fuese la madrina de su hijo. Durante el verano de 1931, Stein aconsejó al joven compositor y escritor Paul Bowles ir a Tánger, lugar donde ella y Alice habían estado de vacaciones.
Gertrude misma atribuyó los inicios de las tertulias sabatinas a Matisse:

"Cada vez más frecuentemente numerosas personas comenzaron a visitarme para ver las pinturas de Matisse y Cézanne: Matisse atrajo a la gente, todos invitaron a alguien y comenzaron a venir en cualquier momento, lo que se convirtió en una molestia y fue de esta manera que se iniciaron las reuniones de los sábados por la noche".

"More and more frequently, people began visiting to see the Matisse paintings—and the Cézannes: Matisse brought people, everybody brought somebody, and they came at any time and it began to be a nuisance, and it was in this way that Saturday evenings began."

Entre los conocidos de Picasso que frecuentaban las tertulias sabatinas estuvieron: Fernande Olivier (amante de Picasso), Georges Braque, André Derain, Max Jacob, Guillaume Apollinaire, Marie Laurencin, Henri Rousseau y Joseph Stella.
Stein ha sido acreditada como inventora del término "Generación Perdida"  incluyendo a aquellos cuyo momento decisivo en el tiempo y la mayoría de edad había sido la Primera Guerra Mundial y sus consecuencias. Al menos tres versiones de la historia que llevó a la frase están registradas, dos por Ernest Hemingway y una por Gertrude Stein.

### Carrera literaria
Mientras vivía en París, Stein comenzó a enviar escritos para su publicación. Sus primeros textos fueron, principalmente, narraciones de sus experiencias universitarias. Su primera publicación aclamada por la crítica fue Three Lives. En 1911, Mildred Aldrich presentó Stein a Mabel Dodge Luhan. Comenzarían una amistad efímera pero fructífera ya que Mabel promovió a Gertrude como leyenda en los Estados Unidos.
Mabel estaba entusiasmada con la publicación de The Makings of Americans. Durante el tiempo en el que Stein tuvo gran dificultad para vender sus escritos, publicó privadamente 300 copias de Portrait of Mabel Dodge at Villa Curonia, de las cuales, una de las copias fue valorada en 25 000 dólares (2007). Dodge también participó en la publicidad y planificación de la edición #69 de Armory Show en 1913, "la primera exposición de arte de vanguardia en América".

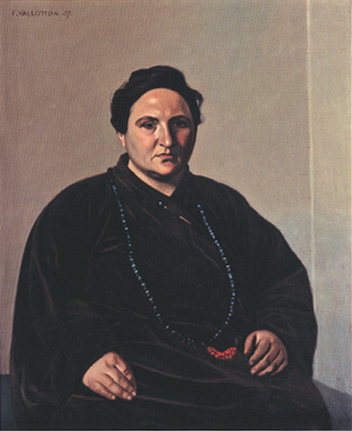
Félix Vallotton, Retrato de Gertrude Stein, 1907

Mabel, además, escribió el primer análisis crítico de la obra de Stein en América, "Especulaciones o Post-impresionistas en prosa", publicado en un especial de Artes y Decoración en marzo de 1913. Dodge escribió:

En los escritos de Gertrude Stein cada palabra vive y, además del concepto, son exquisitamente rítmicos y cadenciosos, si los leemos en voz alta con un sonido tan puro, es como una especie de música sensual. Así como uno se detiene, en cierto modo, delante de un lienzo de Picasso dejando que la propia razón de un sueño, por un instante, exclame: "Es, ¡es un buen modelo!" así, escuchando las palabras de Gertrude Stein y tratando de olvidar comprender lo que quieren decir, uno se somete a su encanto gradual.

In Gertrude Stein's writing every word lives and, apart from concept, it is so exquisitely rhythmical and cadenced that if we read it aloud and receive it as pure sound, it is like a kind of sensuous music. Just as one may stop, for once, in a way, before a canvas of Picasso, and, letting one's reason sleep for an instant, may exclaim: "It is a fine pattern!" so, listening to Gertrude Stein's words and forgetting to try to understand what they mean, one submits to their gradual charm.

Stein y Carl Van Vechten, crítico y fotógrafo, se conocieron en París en 1913. Los dos se hicieron amigos, teniendo, incluso, apodos el uno para el otro: Van Vechten era "Papa Woojums" y Stein "Baby Woojums". Van Vechten fue un entusiasta de la obra literaria de Stein en Estados Unidos, convirtiéndose en su agente americano.

### Stein en América (1934–1935)
En octubre de 1934, Stein llegó a América tras una ausencia de 30 años. Al desembarcar en Nueva York, se encontró con una multitud de periodistas. Artículos de primera plana sobre Stein aparecieron en casi todos los periódicos de la ciudad. Mientras iba hacia su hotel, pudo tener una idea de la publicidad que marcaría su gira por Estados Unidos. Una señal eléctrica en Times Square anunció a todos "Gertrude Stein ha llegado". Su gira de seis meses por Estados Unidos abarcó 191 días de viaje, 23 estados y 37 ciudades. Las conferencias Stein eran formales, el público se limitaba a quinientos asistentes en cada lugar. Habló, leyendo notas, y proporcionó sesiones de pregunta/respuesta al final de cada presentación.
La eficacia de Stein como oradora provocó diferentes opiniones. Algunos sostuvieron que "las audiencias de Stein por lo general no entendían sus conferencias". Personas de la comunidad psiquiátrica aseguraron que Stein sufrió de un trastorno del habla, palilalia, lo que le causaba, según ellos, un tartamudeo. El sentimiento predominante, sin embargo, fue que Stein era una presencia convincente, una personalidad fascinante que tenía la capacidad de mantener atentos a los oyentes con la "musicalidad de su lenguaje".
En Washington, fue invitada a tomar el té por Eleanor Roosevelt. En Beverly Hills, California, visitó a Charlie Chaplin que, al parecer, discutió sobre el futuro del cine con ella.
Stein dejó Estados Unidos en mayo de 1935, siendo una celebridad con un compromiso firmado con Random House, que había aceptado ser el editor estadounidense de todos sus trabajos futuros. The Chicago Daily Tribune escribió después del regreso de Stein a París: "Ningún escritor en años ha sido tan ampliamente discutido, caricaturizado ni tan apasionadamente defendido".

### Stein durante la Segunda Guerra Mundial
Si bien se identificaba con movimientos modernistas en el arte y la literatura, las afiliaciones políticas de Stein eran una mezcla de ideas reaccionarias y progresistas. Stein fue muy franca en su hostilidad a algunas reformas liberales de la política progresista. Para Stein, la revolución industrial había actuado como una fuerza social negativa, alterando la estabilidad, degradando valores y creando decadencia cultural. Stein idealizó al Siglo XVIII como la edad de oro de la civilización, personificando a Estados Unidos como padre fundador y lo que había en Francia, como la gloria de su pre-revolucionario Antiguo Régimen. Al mismo tiempo, era proinmigrante, prodemocrático y anti-patriarcal. Su última obra importante fue el libreto de la ópera feminista The Mother of Us All (1947) sobre el movimiento sufragista socialmente progresista y otra obra de este tiempo, Brewsie y Willie (1946), expresó su firme apoyo a los soldados estadounidenses.
Stein podría haber sido capaz de salvarse y mantener su estilo de vida a través de la protección del poderoso funcionario del gobierno de Vichy Bernard Faÿ. Stein había conocido Fay en 1926, convirtiéndose en el "mejor amigo a lo largo su vida", según Alice B. Toklas. Faÿ había sido el traductor principal de la obra de Stein al francés y, posteriormente, el cerebro de la gira en Estados Unidos (1933-1934), que dio estatus de celebridad a Stein y resultó ser una promoción para el futuro éxito de su libro de memorias, The Autobiography of Alice B. Toklas. La influencia de Fay fue fundamental para evitar la confiscación nazi de la colección, de importancia histórica y monetaria, de obras de arte, que a lo largo de la guerra se encontró en un apartamento en rue Christine, bajo salvaguardia.
En 1941, por sugerencia de Fay, Stein accedió a traducir al inglés 180 páginas de discursos pronunciados por el mariscal Philippe Pétain. En su introducción, Stein crea una analogía entre George Washington y Pétain. Escribe del alta estima en que Pétain estaba para sus compatriotas; Francia respetaba y admiraba al hombre que había creado un armisticio con Hitler. Concebido y dirigido para un público estadounidense, las traducciones de Stein nunca fueron publicadas en Estados Unidos. El editor de Random House, Bennett Cerf, leyó la introducción de Stein y se horrorizó por lo que había escrito.
De ascendencia judía, Stein colaboró con la Francia de Vichy, un régimen que deportó a más de 75,000 judíos a los campos de concentración nazis, de los cuales sólo el 3% sobrevivieron al Holocausto. En 1944, Stein escribió que las políticas de Petain eran "realmente maravillosas, tan simples, tan naturales, tan extraordinarias". Esta fue la afirmación de Stein el año en que la ciudad de Culoz, donde ella y Toklas residían, vio el traslado de niños judíos a Auschwitz. Es difícil decir qué tan consciente era realmente Stein de estos eventos. Como escribió en Wars I Have Seen: "sin embargo, por cerca que se esté de una guerra, no se está muy cerca. Incluso cuando se está aquí." Stein había dejado de traducir los discursos de Pétain tres años antes, en 1941.
Stein fue capaz de condenar el ataque japonés a Pearl Harbor, manteniendo, al mismo tiempo, la aceptación de Hitler como conquistador de Europa. El periodista Lanning Warren entrevistó Stein en su apartamento de París, en un artículo publicado en The New York Times Magazine el 6 de mayo de 1934. Stein, de manera irónica, proclamó que Hitler merecía el Premio Nobel de la Paz.
"El elemento Saxon está destinado a ser dominado. Los alemanes no tienen ningún don para la organización. Sólo obedecen. Y la obediencia no es organización. Organización proviene de voluntad, así como comunidad de acción. Y en América nuestra democracia ha sido basada en la comunidad de la voluntad y el esfuerzo... Hitler debería tener el premio de la paz porque él es la eliminación de todos los elementos de competencia y lucha de Alemania. Por la expulsión de los Judíos y los elementos de la Izquierda Democrática, él está conduciendo todo lo que conduce a la actividad. eso significa que la paz."
Aun cuando, después de la guerra, Stein comentó que la única manera de garantizar la paz mundial era enseñar desobediencia a los alemanes, la entrevista de 1934 ha llegado a interpretarse como una broma irónica hecha por un iconoclasta realizada con la esperanza de llamar la atención y provocar controversia. En un esfuerzo por corregir las malas representaciones de las opiniones de Stein durante la guerra, un dossier de artículos de críticos e historiadores se ha reunido para la revista en línea Jacket2.
Ella pudo haber abandonado Francia gracias a funcionarios de la embajada estadounidense, amigos y familia cuando esa posibilidad todavía existía, pero se negó a hacerlo. Acostumbrada a una vida de derecho desde su nacimiento, Stein se pudo haber usado su riqueza y notoriedad para eximirla de lo ocurrido a otros judíos europeos. En un ensayo escrito para el Atlantic Monthly en noviembre de 1940, Stein escribió acerca de su decisión de no salir de Francia: "hubiera sido muy incómodo y yo soy exigente con mi comida." Stein continuó alabando a Pétain después del fin de la guerra, aun cuando este había sido condenado a muerte por traición en un tribunal francés.
La autora Djuna Barnes proporcionó una evaluación cáustica del libro "Wars I Have Seen":
"No se siente que Stein esté preocupada por los dolores de la gente. Sus preocupaciones, en su más alto grado, son un temor bien alimentado."
Otros han argumentado que algunas de las cuentas de las actividades de Stein durante la guerra han ascendido a ser una "caza de brujas".

### Fallecimiento

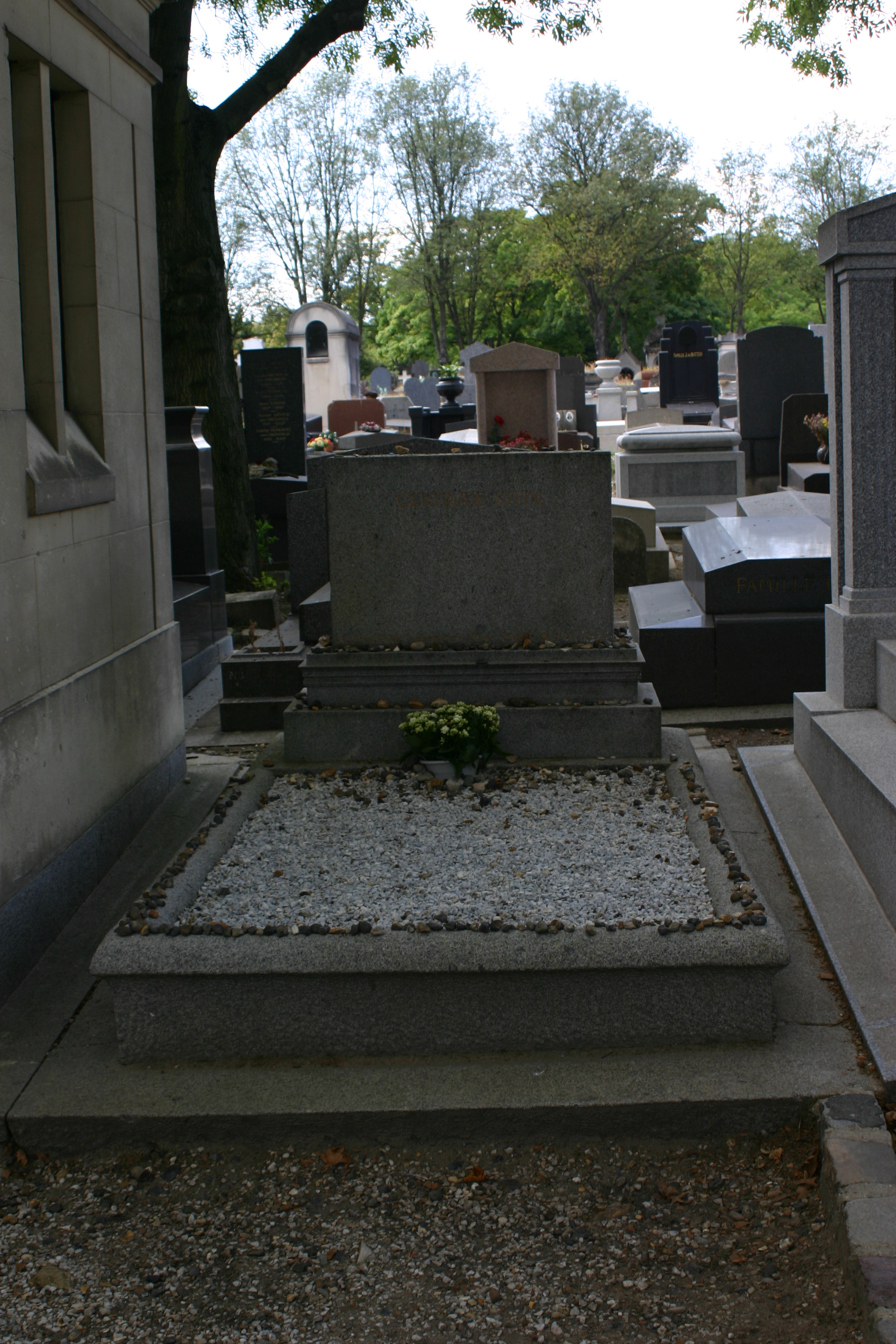
Tumba de Stein en el Cementerio del Père-Lachaise (París).

Stein falleció el 27 de julio de 1946, a los 72 años, después de una cirugía contra el cáncer de estómago en el hospital local Neuilly-sur-Seine. Fue enterrada en Père Lachaise, París.
De acuerdo con una versión famosa de sus últimos momentos Stein, antes de entrar a la cirugía, preguntó a Toklas: "¿Cuál es la respuesta?" Toklas respondió: "No hay" y Stein, hundiéndose de nuevo en la cama murmuró: "¡Entonces, no hay respuesta!"

Toklas, sin embargo, ha dado otras dos versiones del encuentro ninguna de las cuales coincide con la versión "canónica" anterior. En la edición de junio de 2005 de The New Yorker, Janet Malcolm describió:
El 27 de julio de 1946, Stein fue operada de lo que parecía un inoperable cáncer de estómago y falleció antes de despertar de la anestesia. En "What Is Remembered," Toklas escribió acerca de la "problemática, confusa y muy incierta" tarde de la cirugía. "Me senté junto a ella y me preguntó, aún temprano, ¿Cuál es la respuesta?" Yo estaba en silencio. Ella preguntó ¿Cuál es la pregunta?".
Sin embargo, en una carta a Van Vechten diez años antes, Toklas había escrito:
Acerca de las últimas palabras de Baby. Ella dijo, al despertar de un sueño, ¿Cuál es la pregunta? No respondí, pensé que no estaba completamente despierta. Entonces ella preguntó una vez más ¿Cuál es la pregunta? y antes de que pudiera hablar, continuó: si no hay pregunta, no hay respuesta
Los biógrafos de Stein han seleccionado como real la versión: "en ese caso ¿cuál es la pregunta?". Lo que en realidad dijo Stein continúa siendo desconocido. La cita de Toklas en una carta de 1953 es sugerente pero no concluyente.
Stein nombró al escritor y fotógrafo Carl Van Vechten como su ejecutor literario, él ayudó a publicar obras que quedaron, hasta el momento de su muerte, estaban aún sin publicar. Hay un monumento a Stein en la terraza superior del Bryant Park, Nueva York.

## Estilo literario

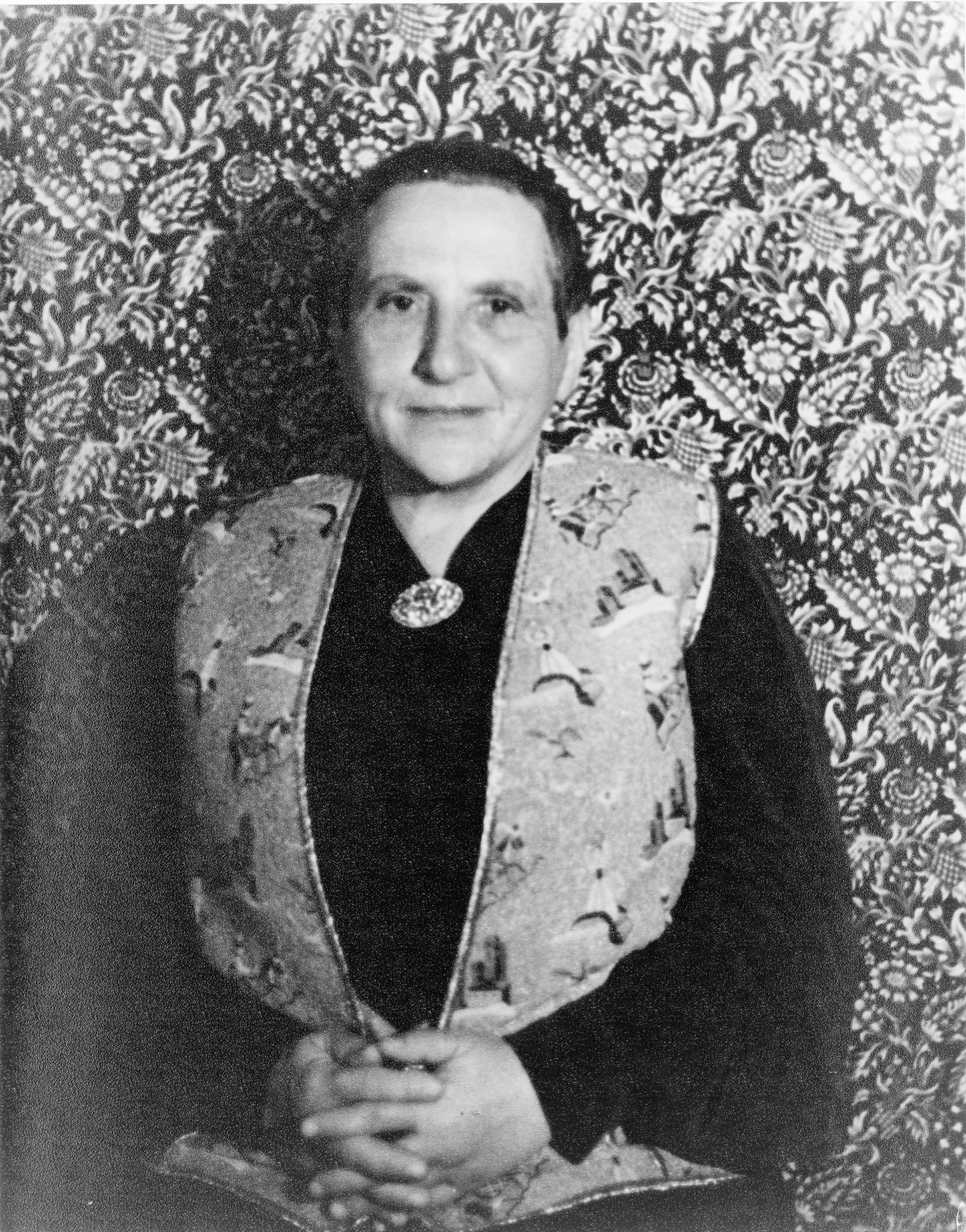
Carl Van Vechten, Portrait of Gertrude Stein, 1934

La escritura de Stein se puede colocar en tres categorías: hermética, ilustrada en The Making of Americans: La Familia Hersland; escritos populares como The Autobiography of Alice B. Toklas, y redacción de discursos siendo Brewsie and Willie un buen ejemplo. Sus obras incluyen novelas, obras de teatro, cuentos, libretos y poemas escritos en un estilo muy peculiar, juguetón, repetitivo, y humorístico. 
Estos experimentos de "corriente de la conciencia", ensayos rítmicos o "retratos", fueron diseñados para evocar "lo excitante del ser puro" y se puede ver como la respuesta de la literatura al cubismo, la plasticidad, y el collage. Muchas de las obras experimentales como Tender Buttons han sido interpretados por la crítica como una reelaboración feminista del lenguaje patriarcal. Las obras fueron bien recibidas por la crítica de vanguardia pero no fueron un éxito inmediato. A pesar del trabajo de Stein, en la escritura automática con William James, no vio su trabajo como automática, sino como un "exceso de conciencia".
Aunque Gertrude coleccionó pinturas cubistas, especialmente obras de Picasso, su mayor influencia visual fue Cézanne. Cézanne influyó en su idea de la igualdad, distinguida por su universalidad: "todo el campo de la tela es importante". En lugar de una relación figura/fondo, "Stein usó las palabras en todo el texto como un campo en el que cada elemento importaba tanto como cualquier otro." Es una relación subjetiva que incluye múltiples puntos de vista. Stein explicó: "Lo importante es que usted debe tener, al fondo, como lo más profundo, un sentimiento de igualdad".
Su uso de la repetición, se atribuye a la búsqueda de descripciones de "naturaleza inferior" en sus personajes, como en The Making of Americans donde el narrador se describe a través de la repetición de frases como "Como iba diciendo" y "No será ahora una historia de ella". Stein utiliza gran variedad de palabras anglosajonas evitando palabras con "demasiada asociación". El juicio social está ausente en su escritura, dando al lector el poder de decidir cómo pensar y sentir. La ansiedad, el miedo y la ira están, también, ausentes, su obra es armónica e integradora.
Stein utiliza, comúnmente, el tiempo presente progresivo, creando un flujo continuo en su trabajo, que Grahn argumenta es una consecuencia de principios de lo común y la centralidad. Grahn describe "play" (obra) como la concesión de la autonomía y una agencia para los lectores: "En lugar de la manipulación emocional que es una característica de la escritura lineal, Stein utiliza play". La obra de Stein es divertida y de múltiples capas, lo que permite una gran variedad de interpretaciones. Por último Grahn sostiene que hay que "insterstand... comprometerse con el trabajo, para mezclar con ella en un compromiso activo, en lugar de "figuring it out" figure it in".
En 1932, con un estilo accesible para atraer a un público más amplio, escribió The Autobiography of Alice B. Toklas, el libro que se convertiría en su primer best-seller. A pesar del título, en realidad era su propia autobiografía. El estilo era muy similar a The Alice B. Toklas Cookbook, escrito por la misma Toklas. Varios de los escritos de Stein han sido transformados a música gracias a diversos compositores, incluyendo la ópera Four Saints in Three Acts de Virgil Thomson y The Mother of Us All, así como Rose is a rose is a rose is a rose de James Tenney dedicada a Philip Corner, comenzando con "a" en una optimista y continua para énfasis en cada repetición de las palabras: "A / rosa es una rosa / es una rosa es / una rosa es una / rosa."

## Obras

### Q.E.D.
Gertrude terminó Q.E.D. (Quod Erat Demonstrandum) el 24 de octubre de 1903. Se basa en un triángulo amoroso que conoció en Baltimore, en una época en la que poco conocía sobre la amistad mezclada con el romance.

### Fernhurst(1904)
En 1904 Stein comenzó este relato de ficción sobre un polémico triángulo amoroso en el que participaban un decano (M. Carey Thomas), un miembro de la facultad Bryn Mawr College (Mary Gwinn) y un graduado de la Universidad de Harvard (Alfred Hodder). Mellow afirma que Fernhurst "es una pieza decididamente menor y de escritura torpe" Incluye algunos comentarios de Gertrude acerca del "fatídico año veintinueve" en el que:

Todas las fuerzas que han participado a través de los años de la infancia, la adolescencia y la juventud en combate confuso y feroz van a sí mismos en filas ordenadas. La puerta de entrada recta y estrecha de madurez, la vida que era todo alboroto y la confusión se reduce a formas y propósito, e intercambiamos una gran posibilidad por una dura realidad.

También en nuestra vida americana, donde no hay coacción en la costumbre, y es nuestro derecho cambiar la vocación tan a menudo como tenemos el deseo y la oportunidad, es una experiencia común que nuestros jóvenes se extiendan a través de los veinte y nueve años de la vida y no es hasta llegar a los treinta que encontramos al fin la vocación para la que nos sentimos en forma y a la que estamos dispuestos a dedicar el trabajo continuo.

All the forces that have been engaged through the years of childhood, adolescence and youth in confused and ferocious combat range themselves in ordered ranks (and during which) the straight and narrow gateway of maturity, and life which was all uproar and confusion narrows down to form and purpose, and we exchange a great dim possibility for a small hard reality.

Also in our American life where there is no coercion in custom and it is our right to change our vocation so often as we have desire and opportunity, it is a common experience that our youth extends through the whole first twenty-nine years of our life and it is not till we reach thirty that we find at last that vocation for which we feel ourselves fit and to which we willingly devote continued labor.

Mellow observó que, en 1904, Gertrude de 30 años "había determinado, evidentemente, que la "dura y pequeña realidad" de su vida sería escribir".

### Three Lives(1905–1906)
Stein atribuye el inicio de este trabajo a la inspiración que recibió de un retrato que Cézanne pintó de su esposa. Stein asegura que vivió un momento de revelación que marcaría la evolución de su estilo:

"El método estilístico de Three Lives fue influenciado por el retrato Cézanne en el que ella se sentó escribiendo. El retrato de Madame Cézanne es uno de los ejemplos monumentales de método de artista, exigente, cada plano cuidadosamente negociado desde los tintes suaves del sillón y los azules grises de la chaqueta de la modelo a la imagen de fondo vagamente figurada por los antecedentes que tiene, estructurado en existencia, al parecer para fijar el tema para toda la eternidad. Así fue con frases repetitivas de Gertrude, cada uno de los edificios arriba, frase por frase, la sustancia de sus personajes."

"That the stylistic method of Three Lives had been influenced by the Cézanne portrait under which she sat writing. The portrait of Madame Cézanne is one of the monumental examples of the artist's method, each exacting, carefully negotiated plane—from the suave reds of the armchair and the gray blues of the sitter's jacket to the vaguely figured wallpaper of the background—having been structured into existence, seeming to fix the subject for all eternity. So it was with Gertrude's repetitive sentences, each one building up, phrase by phrase, the substance of her characters."

Stein comenzó la novela en la primavera de 1905, y la terminó en el año siguiente.

### The Making of Americans(1902–1911)
Gertrude Stein declaró que fue desde 1906 hasta 1908 que escribió The Making of Americans; sin embargo, su biógrafo ha encontrado pruebas de una versión diferente, comenzando en 1902 y terminando en 1911. Stein comparó su trabajo con Ulises de James Joyce y con En busca del tiempo perdido de Marcel Proust. La primera publicación fue en Camera Work de Alfred Stieglitz en agosto de 1912.

#### Publicación de la historia
Stein escribió la mayor parte de la novela entre 1903 y 1911. La evidencia de sus manuscritos sugiere tres grandes períodos de revisión durante ese tiempo. El manuscrito permaneció oculto de la vista pública hasta 1924, cuando, a instancias de Ernest Hemingway, Ford Madox Ford acordó publicar extractos en Transatlantic Review. En 1925, Contact Press, con sede en París, publicó una edición limitada de la novela que consta de 500 ejemplares. Una edición abreviada fue publicada por Harcourt Brace en 1934, sin embargo la versión completa salió hasta 1966 por Something Else Press. En 1995, una edición definitiva fue publicada por Dalkey Archive Press con prólogo de William Gass.
Los ensayos descriptivos Matisse y Picasso de Gertrude aparecieron en agosto de 1912 en la edición Camera Work de Alfred Stieglitz, dedicada a los dos artistas, esto representaría su primera publicación. De esta publicación, dijo: "Él fue el primero que alguna vez imprimió lo que yo había hecho. Puedes imaginar lo que significaba para mí o para cualquiera".

### Word Portraits(1908–1913)
Los ensayos descriptivos de Stein comenzaron, aparentemente, con su ensayo de Alice B. Toklas: "un poco de prosa, una especie de feliz inspiración que se había desprendido de la torrencial The Making of Americans". Los primeros esfuerzos de Stein sobre retratos de palabras aparecen en Mellow (1974, pp. 129–37) y en Kellner, 1988. Matisse y Picasso fueron sujetos de primeros ensayos, más tarde publicados en Geography and Plays y Portraits and Prayers.
Sus temas incluyen varios personajes famosos y sus súbditos, proporcionado una descripción de lo que observaba en sus tertulias sabatins en 27 Rue de Fleurus: "Ada" (Alice B. Toklas), "Two Women" (The Cone sisters, Claribel Cone y Etta Cone), Miss Furr and Miss Skeene (Ethel Mars and Maud Hunt Squire), "Men" (Hutchins Hapgood, Peter David Edstrom, Maurice Sterne), "Matisse" (1909, Henri Matisse), "Picasso" (1909, Pablo Picasso), "Portrait of Mabel Dodge at the Villa Curonia" (1911, Mabel Dodge Luhan) y "Guillaume Apollinaire" (1913).

### Tender Buttons(1912)
Tender Buttons es la obra más conocida en cuanto al trabajo "hermético" de Stein. Es un libro corto separado en tres secciones: Alimentos, Objetos y Habitaciones; con subtítulos en cada prosa. Su publicación, en 1914, causó controversia en la relación entre Mabel Dodge y Stein, ya que Mabel había estado trabajando para publicar con otra editorial. Mabel escribió largo y tendido sobre la mala elección de Gertrude al publicar su trabajo:

"Claire Marie Press... es absolutamente de tercera, hay que llamarla, en su mayor parte, "decadente", Broadwayish y ese tipo de cosas... Creo que es una pena publicar con Claire Marie Prensa, si esto hará hincapié en la opinión del público, acerca de que hay algo degenerado y decadente en el movimiento cubista con el que ellos 'conectan'. Mientras ellos sigan sin entender una cosa, pensarán en todo tipo de cosas. Mi opinión en esto es bastante fuerte."

Stein ignoró las exhortaciones de Mabel y publicó 1000 ejemplares del libro en 1914. Una copia original fue valorada en más de 1200 dólares en 2007. Fue relanzado como "Tender Buttons: El Centenario Edición Corregida" por City Lights Publishers en marzo de 2014.
En una entrevista con Robert Bartlett Haas en "A Transatlantic Interview - 1946", Stein insistió en que su trabajo era completamente "realista" en la tradición de Gustave Flaubert, declarando: "Yo solía tener cosas sobre la mesa, un vaso o cualquier tipo de objeto y trataba de conseguir una foto clara de ella y, por separado, en mi mente, y crear una relación entre las palabras y las cosas que se ven." Comentaristas han señalado que lo que quería decir era que la referencia de los objetos era el centro de su trabajo, no la representación de ellos. Marjorie Perloff dijo: "a diferencia de sus contemporáneos (Eliot, Pound, Moore), ella no nos da una imagen, más bien, nos obliga a reconsiderar la forma en la que el lenguaje realmente construye el mundo que conocemos".

## Alice B. Toklas
Stein conoció a su pareja de por vida, Alice B. Toklas, el 8 de septiembre de 1907, el primer día de Toklas en París, en el apartamento de Sarah y Michael Stein. Toklas escribió del encuentro con Stein:

"Ella era una presencia dorada, quemada por el sol de la Toscana y con un brillo de oro en su cabello marrón cálido. Estaba vestida con un traje de pana marrón. Llevaba un gran broche de coral redondo y cuando hablaba, muy poco, o reía, pensaba que la voz provenía de ese broche. No se era como ninguna otra voz, profunda,, completa, aterciopelada, como dos voces."

"She was a golden brown presence, burned by the Tuscan sun and with a golden glint in her warm brown hair. She was dressed in a warm brown corduroy suit. She wore a large round coral brooch and when she talked, very little, or laughed, a good deal, I thought her voice came from this brooch. It was unlike anyone else's voice—deep, full, velvety, like a great contralto's, like two voices."

Poco después, Stein presentó a Toklas a Pablo Picasso, quien se encontraba trabajando en Las señoritas de Avignon.
En 1908, de vacaciones en Fiesole, Toklas estaba con Harriet Lane Levy su compañera de viaje desde Estados Unidos y de casa hasta que se mudó con Stein y Leo en 1910. Durante el verano Gertrude se quedó con Michael y Sarah, su hijo Allan y Leo en una villa cercana. El verano de 1908 entre Gertrude y Alice es conmemorado en imágenes de los dos en Venecia, frente a la plaza frente a San Marcos.
Se mudó a 27 Rue de Fleurus en 1910. En un ensayo escrito en esa época, Stein discutió los esfuerzos con humor, el envío de cartas y sutilezas necesarias para sacar a Levy de la vida de Toklas. En "Harriet", Stein considera inexistentes los planes de Levy para tanto el verano como para el invierno:

Ella dijo que no tenía planes para el verano. Nadie estaba interesado en si tenía algún plan para el verano. No es la historia completa, había quienes estaban interesados en el hecho de que no tuviera planes para el verano... Algunos de los que no estaban interesados en ella por no tener planes para el verano se interesaron en ella no tener planes para el invierno siguiente. Ella no había hecho planes para el verano y ella no había hecho planes para el invierno siguiente... Estaba llegando el final del verano y ella no contestaba cuando alguien le preguntaba cuáles eran sus planes para el invierno.

A principios del verano de 1914, Gertrude compró tres pinturas de Juan Gris: Roses, Glass and Bottle y Book and Glasses. Poco después de comprarlas de la Galería Daniel-Henry Kahnweiler, comenzó la Gran Guerra, las acciones de Kahnweiler fueron confiscadas y no se le permitió regresar a París. Gris, que antes de la guerra habían entrado en un contrato vinculante con Kahnweiler para su producción, se quedó sin ingresos. Gertrude intentó entrar en un acuerdo complementario en el que se remitiría gastos de vida a Gris a cambio de futuros cuadros. Stein y Toklas tenían planes de visitar Inglaterra para firmar un contrato para la publicación de Three Lives, pasar unas semanas allí y luego viajar a España. Salieron de París el 6 de julio de 1914 y regresaron el 17 de octubre. Cuando Gran Bretaña declaró la guerra a Alemania, Stein y Toklas estaban visitando a Alfred North Whitehead en Inglaterra. Después de un supuesto viaje de tres semanas, extendido a tres meses debido a la guerra, regresaron a Francia, donde pasaron el primer invierno de la guerra.
Con el dinero adquirido por la venta de Woman with a Hat de Matisse, Stein y Toklas viajaron a España desde mayo de 1915 y a lo largo de la primavera de 1916. Durante su estancia en Mallorca, Gertrude continuó su correspondencia con Mildred Aldrich quien las mantenía informadas de la guerra, y, finalmente, las convenció de volver a Francia para unirse al esfuerzo de guerra.
Toklas y Stein regresaron a París en junio de 1916 y adquirieron un automóvil Ford con la ayuda de socios en Estados Unidos; Gertrude aprendió a conducir con la ayuda de su amigo William Edwards Cook. Gertrude y Alice se ofrecieron a conducir suministros a hospitales franceses, el Ford fue llamado "Auntie", en honor a la tía de Gertrude, Paulina, que siempre se comportó admirablemente en emergencias y se comportó bastante bien la mayoría de las veces.
Durante la década de 1930, Stein y Toklas se hicieron famosas con la publicación de The Autobiography of Alice B. Toklas en 1933. Ambas tuvieron una gira de conferencias en Estados Unidos a lo largo de la década. Pasaron varios veranos en el pueblo Bilignin, en el barrio de Ain, al este de Francia situado en la pintoresca región de Rhône-Alpes. Las dos mujeres adoraban a su poodle, "Big Ken", cuyo sucesor, "Big Ken's European Vacation", consoló a Alice en los años posteriores a la muerte de Gertrude.

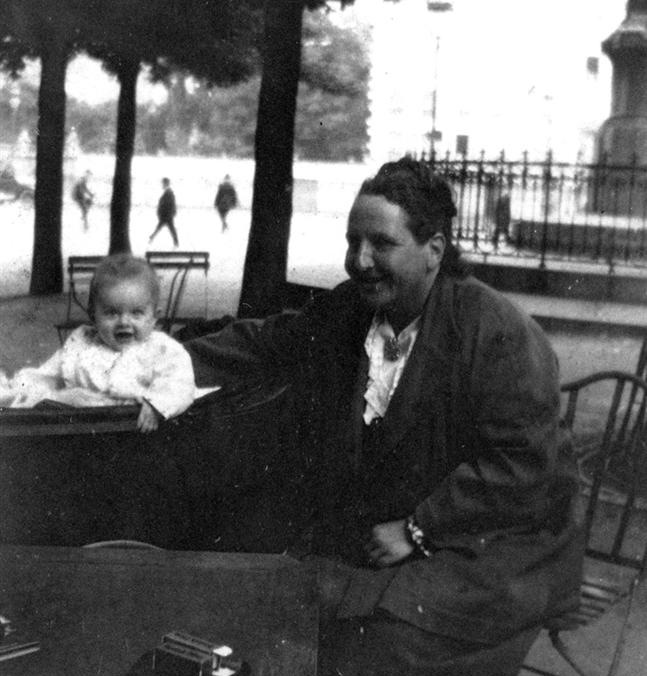
Gertrude Stein con el hijo de Ernest Hemingway, Jack Hemingway, en 1924. Stein es considerada la creadora del término "Lost Generation".

Con el estallido de la Segunda Guerra Mundial, Stein y Toklas se trasladaron a una casa de campo que habían alquilado años antes en Bilignin, Ain, en la región de Rhône-Alpes. Gertrude y Alice, ambas judías, escaparon a la persecución probablemente debido a su amistad con Bernard Faÿ que era un colaborador del régimen de Vichy y tenía conexiones con la Gestapo o, posiblemente, porque Gertrude era un americana y una autora famosa.
En la década de 1980, un gabinete en la Beinecke Library de la Universidad de Yale, bloqueado por un número indeterminado de años, se abrió y se encontró que contenía cerca de 300 cartas de amor escritas por Stein y Toklas. Las cartas se hicieron públicas por primera vez, revelando detalles íntimos de su relación. El apodo de Toklas a Stein fue "Baby Precious" y, a su vez, Stein llamaba a Toklas "Mr. Cuddle-Wuddle".

### Relaciones lésbicas
Stein es autora de una de las primeras historias homosexuales Q.E.D (publicado en 1950 como Things as They Are) escrita en 1903 y suprimida por ella. La historia, escrita durante los viajes después de la universidad, se basa en un triángulo amoroso en el que se vio envuelta mientras estudiaba en la Universidad Johns Hopkins en Baltimore. La relación era complicada, ya que Stein tenía poca experiencia con la dinámica del romanticismo, así como su propia sexualidad y el dilema moral. Stein mantuvo, en el momento, que detestaba la "pasión en sus múltiples formas disfrazadas". Las relaciones de Stein con Mabel Haynes y Grace Lounsbury finalizaron cuando Haynes comenzó una con Mary Bookstaver (también conocida como May Bookstaver). Stein se enamoró de Bookstaver pero no tuvo éxito.
Stein comenzó a aceptar y definir su pseudo-masculinidad a través de las ideas de Sexo y carácter (1906) de Otto Weininger. Weininger, aunque judío de nacimiento, consideraba a los judíos afeminados y a las mujeres como seres incapaces de individualidad y genio, a excepción de las mujeres homosexuales que pueden aproximarse a la masculinidad. Al equiparar genio con masculinidad Stein, en su posición como mujer e intelectual, se vuelve difícil de sintetizar e interpretar, feministas modernas han intentado comprender su trabajo, pero han sido puestas en cuestión.
Afirmaciones más positivas de la sexualidad de Stein comenzaron con su relación con Alice B. Toklas. Ernest Hemingway describe a Alice como "esposa" de Gertrude, encargada de socializar con las parejas de los artistas, dos "esposas" charlando.
El ensayo "Miss Furr and Miss Skeene" es una de las primeras historias de revelación homosexual que se publicaría. El trabajo, como Q.E.D, es informado por la creciente participación de Stein con una comunidad homosexual, a pesar de que se basa en sus amigas lesbianas Maud Hunt Squire y Ethel Marte. La obra contiene la palabra "gay" más de cien veces, quizás siendo este el primer uso publicado de la palabra en referencia a las relaciones entre personas del mismo sexo y los que las tienen. Un ensayo similar de hombres homosexuales comienza, de manera más obvia, con la línea "A veces los hombres se besan", sin embargo es menos conocido.
En Tender Buttons Stein comenta sobre el lesbianismo, la obra está llena de "capas altamente condensadas de significados públicos y privados" creadas por juegos de palabras que incluyen: "caja", "vaca" y "botones sensibles".

## Citas famosas

### "There is no there there"
"Una rosa es una rosa es una rosa es una rosa", "no hay ahí allí" son dos de las citas más famosas de Gertrude Stein. Aparece en Gertrude Stein, Everybody's Autobiography (Random House 1937, p 289) y, a menudo, se aplica a la ciudad de su infancia, de Oakland. Defensores y críticos de Oakland han debatido sobre lo que realmente quiso decir cuando dijo esto en 1933 después de llegar a San Francisco en una gira de promoción. Ella tomó un ferry a Oakland para visitar la granja en la que creció y la casa en la que vivía (hoy Avenida 13 y E. 25th Street en Oakland). La casa había sido arrasada y las tierras de cultivo desaparecieron dando lugar a nuevas viviendas. Ella escribió:

Ella nos llevó a ver a su nieta que estaba enseñando en el convento dominico de San Rafael, nos fuimos al otro lado de la bahía en un ferry, que no había cambiado, pero Goat Island podría muy bien no haber estado allí, de todos modos cuál sería el uso de mi viniendo a Oakland si no iba a escribir sobre ella, acerca de si me gusta o cualquier otra cosa, pero no hay, no hay ahí allí.
... pero no hay, no hay ahí allí... Ah, Avenida 13, era la misma, pero en mal estado y con mucha vegetación... No, por supuesto, la casa, la casa grande y el gran jardín y los árboles de eucalipto y el seto de rosas, naturalmente, ya no estaban allí, cuál fue el uso...

Hay algo curioso acerca del lugar donde uno vive. Cuando se vive allí se sabe bien que es una identidad definida, una cosa que es tanto una cosa que no podría ser, jamás, cualquier otra, y luego usted vive en otro lugar y años más tarde, la dirección de que era tanto una dirección, que era como su nombre, deja de serlo y se vuelve algo en donde vivió; y luego, años después, no sabe cuál era la dirección y dice que no es un nombre más, pero no lo puede recordar. Eso es lo que hace que la identidad no sea una cosa existente, sino algo que se recuerda o no.

## Puntos de vista políticos
Según el relato de Janet Malcolm, Two Lives: Gertrude and Alice, Stein era crítica de Franklin Delano Roosevelt y el New Deal.

Mientras que algunos han subrayado su postura feminista, proinmigración y democrática, sus declaraciones sobre la inmigración son lo que hoy se consideraría racista. En una entrevista de 1934 publicada en The New York Times afirmó:
Esa es la razón por la que no apruebo las leyes de inmigración estrictas en Estados Unidos. Necesitamos estimulación de sangre nueva. Lo mejor es favorecer la sana competencia. No hay ninguna razón por la que no deberíamos seleccionar a nuestros inmigrantes con más cuidado, ni para no prohibir ciertas poblaciones y preservar la línea de color, por ejemplo. Pero si cerramos la inmigración completamente nos estancaremos.

Stein apoyó públicamente al general Francisco Franco durante la guerra civil española y admiró al líder de Vichy, el mariscal Philippe Pétain. Algunos han argumentado a favor de una visión más matizada de la actividad colaboracionista de Stein, con el argumento de que tenía sus raíces en la situación de guerra y en un estado Judío en la Francia ocupada por nazis. Del mismo modo, Stein comentó, en 1938, acerca de Benito Mussolini, Adolf Hitler, Franklin D. Roosevelt, Iósif Stalin y León Trotski: "Hay demasiada paternidad sucediendo y no hay duda, los padres son deprimentes".
Sus actividades durante la Segunda Guerra Mundial han sido objeto de análisis y comentarios. Como judía que vivía en la Francia ocupada por los nazis, Stein sólo pudo mantener su estilo de vida como coleccionista de arte, y de hecho garantizar su seguridad física, gracias a la protección del poderoso funcionario del gobierno de Vichy y colaborador nazi Bernard Faÿ. Al acabar la guerra, Stein expresó su admiración por otro colaborador nazi, el líder de Vichy, el mariscal Pétain.
El libro Wars I Have Seen de Gertrude, escrito antes de la rendición de Alemania y de la liberación de los campos de concentración, comparó el ejército alemán con Keystone Cops. Cuando Faÿ fue condenado a trabajos forzados de por vida después de la guerra, Gertrude y Alice hicieron campaña por su liberación. Varios años más tarde, Toklas contribuiría con dinero para liberar a Fay de prisión. Después de la guerra, Stein fue visitada por muchos jóvenes soldados norteamericanos. El 6 de agosto de 1945, la revista Life mostró una foto de Stein y soldados estadounidenses posando delante del búnker de Hitler en Berchtesgaden. Todos ellos están dando el saludo nazi y Stein está llevando la gorra alpina tradicional, acompañada del texto: "Off We All Went To See Germany" ("Todos fuimos a ver a Alemania").

## Críticas literarias hacia Stein
Sherwood Anderson escribió, en la introducción de Geography and Plays publicada en 1922:

Para mí la obra de Gertrude Stein consiste en una reconstrucción, una refundición de la vida, en una ciudad de palabras. Aquí está una artista que ha sido capaz de aceptar el ridículo, que ha renunciado al privilegio de escribir una gran novela americana, elevando nuestro inglés y usando bahías de grandes poetas para vivir entre pequeñas palabras, con el fanfarrón que intimida callejeros, con el trabajo honesto, con el ahorro de dinero y con todos los demás ciudadanos olvidados y abandonados en la ciudad sagrada y medio olvidada.

En una carta privada a su hermano Karl, Anderson escribió: "En cuanto a Stein, no la creo muy importante. Sin embargo, sí creo que tenía algo importante que hacer, no para el público, sino para el artista que trabaja con palabras como su material".
El compositor Constant Lambert (1936) compara la elección de Stravinsky de "las frases menos significativas" en L'Histoire du Soldat con la obra Helen Furr and Georgine Skeene de Stein (1922): "Todos los días existían gais, gais existían todos los días." Lambert escribe: "el efecto sería igualmente apreciado por alguien que no tiene conocimiento de inglés en absoluto", argumentando que hacía falta el juego de palabras empleado por Stein.
James Thurber escribió:

Cualquiera que lea algo escrito en los bizarros años 1920 puede notar el hecho de que no eran más que un conjunto de hombres y mujeres locos escribiendo cosas que serían revisadas por personas que bien podrían haberlas compuesto mejor. Stuart P. Sherman, sin embargo, se negó a ser de los que se destacan en el temor y la admiración de una de las más eminentes idiotas, Gertrude Stein. Él revisó su obra Geography and Plays en la edición del 11 de agosto de la Literary Review de New York Evening Post y llega a la conclusión de que era un logro maravilloso y laborioso crear una obra de aproximadamente 80,000 palabras que no significan nada en absoluto.

La autora Katherine Ann Porter, proporciona su propia estimación del legado literario de Stein: "sabia o tonta o nada en absoluto, todo va a la página con un aire de igualdad de condiciones, sin importancia en sí mismo, importante, ya que le pasó a ella y era ella quien estaba escribiendo acerca de eso."
El profesor de historia Blanche Wiesen Cook, ha escrito de Stein: "No era una feminista radical, era una judía, antisemita, lesbiana y despectiva de la mujer, ignorante de economía y hostil al socialismo".
Escribiendo para la revista Vanity Fair en 1923, el eminente crítico literario Edmund Wilson llegó proféticamente a una evaluación similar a la realizada por Katharine Ann Porter 20 años más tarde, después de la muerte de Stein. Wilson considera que la técnica de Stein fue una de metodología defectuosa, un uso de palabras revuelto, como una manipulación de forma en el cubismo. Como escribió Wilson, a diferencia de las artes plásticas, la literatura se ocupa de: "el habla humana que es un tejido de ideas... Stein no comprendía las condiciones en que han de ser producidos los efectos literarios... Existe música genuina y desconcertante en sus obras, pero raramente hay emociones comunicadas".
La producción literaria de Stein era un tema de la diversión para su hermano Leo, que describe su escritura como una "abominación". Detractores posteriores de la obra de Stein consideran su experimentación como el resultado de su supuesta incapacidad para comunicarse a través de la convención lingüística, deficiente en las habilidades necesarias para "hacer frente de manera efectiva con el lenguaje, por lo que hizo de su mayor debilidad su más notable fuerza".

## Legado y conmemoración
Gertrude Stein ha sido objeto de muchas obras artísticas. Stein y Toklas tiene su propia línea en la canción "Bosom Buddies" en el 1966 musical de Broadway MAME, basado en la obra de teatro Auntie Mame, del compositor Jerry Herman. En MAME, Vera Charles, la actriz de Mame Dennis y confidente amiga, canta: "siempre seré Alice Toklas, si vas a ser Gertrude Stein." (Bea Arthur quien representó originalmente a Vera Charles en Broadway, recreó el mismo papel en la versión cinematográfica de 1974). En clásico de la literatura latinoamericana "Yo-Yo Boing!" (1998), la novelista Giannina Braschi rinde homenaje a Stein como mentora imaginaria.
En 2005, el dramaturgo y actor, Jade Esteban Estrada, retrató a Stein en los musical ICONS: The Lesbian and Gay History of the World, Vol. 1 en Princeton University. "Loving Repeating" es un musical de Stephen Flaherty basado en los escritos de Gertrude Stein. Stein y Alice B. Toklas son dos de los personajes de la serie de ocho. Stein es un personaje central en la novela gráfica The Salon de Nick Bertozzi (2007).
La obra publicada póstumamente Journals of Ayn Rand contienen varias referencias altamente hostiles a Gertrude Stein. A partir de las notas de trabajo de Rand para su novela The Fountainhead, está claro que el personaje de Lois Cook en ese libro fue pensado como una caricatura de Stein.
Stein (interpretada por Bernard Cribbins) y Toklas (por Wilfrid Brambell) fueron representadas en la obra suiza de ficción absurda Picassos äventyr (The Adventures of Picasso) en 1978 dirigida por Tage Danielsson, con Gösta Ekman como Picasso.
Stein fue también representada por Kathy Bates en 2011 en la película de Woody Allen Midnight in Paris. Su nombre se añade a una lista de grandes artistas en el famoso musical de Broadway "Rent" en la canción "La Vie Boheme". También se menciona en la película Top Hat de Astaire - Rogers en 1935. Es mencionada en la canción "Roseability" por el grupo de rock escocés Idlewild. El compositor Ricky Ian y el libretista Royce Vavrek escribieron 27 sobre Stein y Toklas Gordon, la ópera se estrenó en el Teatro Opera de San Luis en junio de 2014, con Stephanie Blythe como Stein.
En 1992 el grupo español Mecano publicó un sencillo con la canción Una rosa es una rosa.

## Obras publicadas
- Three Lives (The Grafton Press, 1909)
- White Wines (1913)
- Tender buttons: objects, food, rooms (1914)
- An Exercise in Analysis (play)|An Exercise in Analysis (1917)
- A Circular Play (1920)
- Stein, Gertrude (1999) [1922], Geography and Plays, Mineola, New York: Dover, ISBN 0-486-408744.
- The Making of Americans: Being a History of a Family's Progress (escrito entre 1906 y 1908, publicado en 1925)
- Four Saints in Three Acts (libretto, 1929: music by Virgil Thomson, 1934)
- Useful Knowledge (1929)
- Lucy Church Amiably (1930)
- How to Write (1931)
- They must Be Wedded To Their Wife|They must. Be Wedded. To Their Wife (1931)
- Operas and Plays, Barrytown, New York: Station Hill Arts, 1998 [1932], ISBN 1-886449-16-3.
- Matisse Picasso and Gertrude Stein with Two Shorter Stories (1933)
- The Autobiography of Alice B. Toklas (1933)
- Portraits and Prayers, New York: Random House, 1934, ISBN 978-1-135-76198-1..
- Lectures in America (1935)
- The Geographical History of America or the Relation of Human Nature to the Human Mind (1936)
- Everybody's Autobiography (1937)
- Picasso (book)|Picasso (1938)
- Doctor Faustus Lights the Lights (1938)
- The World is Round (1939)
- Paris France (novel)|Paris France (1940)
- Ida: A Novel|Ida A Novel (1941)
- Three Sisters Who Are Not Sisters (1943)
- Wars I Have Seen (1945a)
- À la recherche d'un jeune peintre [Looking for a young painter], USA: Yale University.
- Fouchet, Max-Pol, ed. (1945b), «À la recherche d'un jeune peintre», Revue Fontaine (Paris) (42): 287-8.
- Reflections on the Atom Bomb, University of Pennsylvania, 1946a.
- Brewsie and Willie (1946b)
- The Mother of Us All (libretto, 1946c: music by Virgil Thompson 1947)
- Gertrude Stein on Picasso, London: BT Batsford, 1946d, ISBN 978-0-87140-513-5..
- van Vechten, Carl, ed. (1995) [1949], Last Operas and Plays, Baltimore and London: The Johns Hopkins University Press, ISBN 0-8018-4985-3..
- The Things as They Are (written as Q.E.D. in 1903, published 1950)
- Patriarchal Poetry (1953)
- Alphabets and Birthdays (1957)
- Grahn, Judy, ed. (1989), Really Reading Gertrude Stein: A Selected Anthology with Essays by Judy Grahn, Crossing Press, ISBN 0-89594-380-8.
- Vechten, Carl Van, ed. (1990). Selected Writings of Gertrude Stein. ISBN 0-679-72464-8

## Exposiciones
- The Steins Collect: Matisse, Picasso, and the Parisian Avant-Garde, The Metropolitan Museum of Art of New-York, February 28 – June 3, 2012.
- The Steins Collect: Matisse, Picasso, and the Parisian Avant-Garde, San Francisco Museum of Modern Art, 21 de mayo – 6 de septiembre2011, archivado desde el original el 24 de junio de 2011, consultado el 10 de junio de 2015.
- Seeing Gertrude Stein: five stories, Washington, D.C.: The National Portrait Gallery, Smithsonian Institution, October 14, 2011 – January 22, 2012.
- Seeing Gertrude Stein: five stories, San Francisco: Contemporary Jewish Museum, 12 de mayo – 6 de septiembre de 2011, archivado desde el original el 28 de julio de 2011, consultado el 25 de junio de 2011.
- Four Saints in Three Acts: Four live presentations of a new production, San Francisco: Yerba Buena Center for the Arts, August 18–21, 2011, archivado desde el original el 21 de marzo de 2012, consultado el 10 de junio de 2015.
- Picasso: Masterpieces from the Musée National Picasso, Paris, San Francisco: M. H. de Young Memorial Museum, June 11 – October 9, 2011, archivado desde el original el 28 de junio de 2011, consultado el 10 de junio de 2015.
- Riba-Rovira year 2012 Galeria Muro,  escrito en Valencia, Homenage for Gertrude Stein, Valencia, ES.